# Władysław Abraham

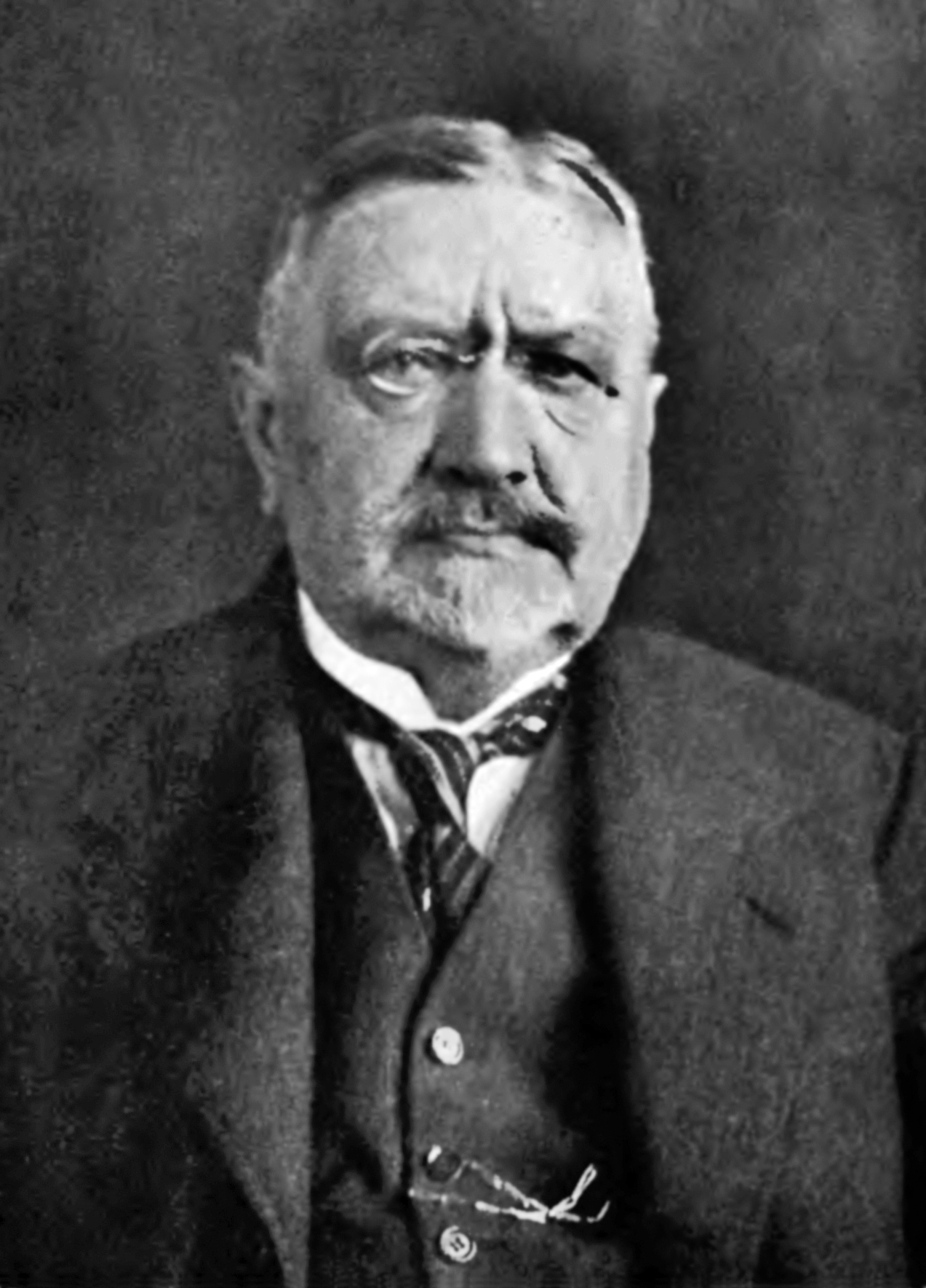
Władysław Abraham

Władysław Henryk Franciszek Abraham (* 10. Oktober 1860 in Sambir; † 15. Oktober 1941 in Lemberg) war ein polnischer Historiker, der sich mit der Geschichte des Kirchenrechts und des polnischen Rechts beschäftigte.

## Leben
Władysław Abraham kam am 10. Oktober 1860 in Sambir zur Welt. Er studierte an der Jagiellonen-Universität in Krakau, wo er 1883 promoviert wurde. Er war Schüler von Michał Bobrzyński, Udalryk Heyzmann und Stanisław Smolik.
Nach seiner Habilitation in Kirchenrecht im Jahre 1886 war er Hochschullehrer an der Jagiellonen-Universität. Von 1888 war er außerordentlicher und von 1890 bis 1939 ordentlicher Professor an der Universität Lemberg. Im Jahr 1899/1900 war er dortiger Rektor. In den Jahren 1935 bis 1939 war zugleich als Hochschullehrer an der Katholischen Universität Lublin tätig.
Im Jahre 1902 war er aktives Mitglied der Polska Akademia Umiejętności.
Aufgrund seiner wissenschaftlichen Verdienste (er veröffentlichte rund 250 Werke) erhielt er den Ehrendoktor 1930 an der Universität Vilnius, 1931 an der Universität Lemberg sowie an der Universität Posen.

## Werke (Auswahl)
- Początki prawa patronatu w Polsce, 1889
- Zjazd łęczycki w r. 1180, 1889
- Organizacja Kościoła w Polsce do połowy wieku XII, 1890 (die 3. Auflage von 1962 umfasst eine Bibliographie der Arbeiten von Władysław Abraham)
- Pojęcie i stanowisko kradzieży w prawie polskim, 1882
- O powstaniu dziesięciny swobodnej, 1891
- Sprawa Muskaty, 1893
- Pierwszy spór kościelno-politiczny w Polsce, 1895
- Powstanie organizacji Kościoła łacińskiego na Rusi, 1904
- Polska a chrzest Litwy, 1914
- Zawarcie małżeństwa w pierwotnym prawie polskim, 1925